# Kolmisalmensaaret
Kolmisalmensaaret är en ö i Finland. Den ligger i vattendraget Ruokovirta och i kommunen Heinävesi i den ekonomiska regionen  Nyslotts ekonomiska region  och landskapet Södra Savolax, i den sydöstra delen av landet, 300 km nordost om huvudstaden Helsingfors. Öns area är 1,9 hektar och dess största längd är 230 meter i sydöst-nordvästlig riktning.